# Cadarache

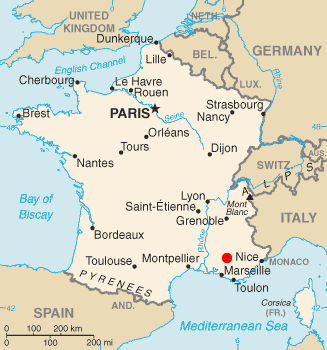
Localización de Cadarache, Francia, lugar escogido como sede de ITER.

Cadarache es el nombre de un lugar y antigua finca privada situada en el municipio francés de Saint-Paul-lez-Durance en el departamento de Bouches-du-Rhône y región de Provenza-Alpes-Costa Azul (Francia). Alberga el Centro de Estudios Nucleares de Cadarache creado en 1959 por el CEA (Commissariat à l'Énergie Atomique) sobre un terreno de 1 625 hectáreas. El antiguo castillo de Cadarache, del siglo XV, ha sido restaurado para alojar a los científicos externos de paso por el Centro de Cadarache.
En 2005 el emplazamiento fue elegido para la construcción del ITER (International Thermonuclear Experimental Reactor, en español "Reactor Internacional Termonuclear Experimental"), donde se está instalando el Tokamak, un generador de energía basado en la fusión nuclear. Está previsto que la construcción finalice en 2019.